# Rissoina
Rissoina là một chi ốc biển, là động vật thân mềm chân bụng sống ở biển trong họ Rissoidae.

## Các loài
Theo Cơ sở dữ liệu sinh vật biển (WoRMS) các loài trong chi Rissoina gồm:
- Rissoina ambigua Gould[3]
- Rissoina angeli Espinosa & Ortea, 2002[4]
- Rissoina balteata Pease, 1869[5]
- Rissoina bertholleti Issel, 1869[6]
- Rissoina bouveri [7]
- Rissoina bouvieri [8]
- Rissoina bruguieri (Payraudeau, 1826)[9]
- Rissoina cancellata Philippi, 1847[10]
- Rissoina cancellina Rolán & Fernández-Garcés, 2010
- Rissoina clathrata A. Adams, 1853[11]
- Rissoina cylindrica Bozzetti, 2009[12]
- Rissoina decussata (Montagu, 1803)[13]
- Rissoina delicatissima Raines, 2002[14]
- Rissoina deshayesi Schwartz[15]
- Rissoina dyscrita Faber, 1990[16]
- Rissoina elegantissima (d’Orbigny, 1842)[17]
- Rissoina ephamilla [18]
- Rissoina erythraea Philippi, 1851[19]
- Rissoina fenestrata Schwartz[20]
- Rissoina funiculata Souverbie, 1866[21]
- Rissoina harryleei Rolán & Fernández-Garcés, 2009[22]
- Rissoina hummelincki Jong & Coomans, 1988 [23]
- Rissoina krebsii (Mörch, 1876)[24]
- Rissoina labrosa Schwartz, 1860 [25]
- Rissoina mayori Dall, 1927 [26]
- Rissoina meteoris Gofas, 2007[27]
- Rissoina miltozona [28]
- Rissoina miranda A. Adams, 1861[29]
- Rissoina multicostata (C. B. Adams, 1850)[30]
- Rissoina myosoroides Récluz in Schwartz, 1864[31]
- Rissoina nivea A. Adams, 1853 [32]
- Rissoina onobiformis Rolán & Luque, 2000[33]
- Rissoina oryza [34]
- Rissoina plicata A. Adams, 1853[35]
- Rissoina princeps (C. B. Adams, 1850)[36]
- Rissoina privati (Folin, 1867) [37]
- Rissoina pulchra (C. B. Adams, 1850) [38]
- Rissoina punctostriata (Talavera, 1975)[39]
- Rissoina pusilla Brocchi[40]
- Rissoina redfermi Espinosa & Ortea, 2002[41]
- Rissoina redferni Espinosa & Ortea, 2002[42]
- Rissoina rissoi Audouin, 1827[43]
- Rissoina sagraiana (d’Orbigny, 1842)[44]
- Rissoina scalariana A. Adams, 1853 [45]
- Rissoina seguenziana Issel, 1869 [46]
- Rissoina sigmifer Mörch, 1876 [47]
- Rissoina sismondiana Issel, 1869 [48]
- Rissoina smithi [49]
- Rissoina spirata Sowerby G.B. I, 1820[50]
- Rissoina striatocostata (d’Orbigny, 1842)[51]
- Rissoina striosa (C. B. Adams, 1850)[52]
- Rissoina tenuistrata Pease, 1868[53]
- Rissoina tongunense Wen-Der Chen, 2008[54]
- Rissoina turricula Pease, 1860[55]
- Rissoina vanderspoeli Jong & Coomans, 1988 [56]

hải vực Ấn Độ Dương-Thái Bình Dương Moluscan Database also includes many more species with names in current use 
Phân chi Ailinzebina
- Rissoina abrardi (Ladd, 1966)
- Rissoina bilabiata (Boettger, 1893)

Phân chi Apataxia
- Rissoina cerithiiformis Tryon, 1887

Phân chi Moerchiella
- Rissoina antoni (Schwartz, 1860)
- Rissoina artensis Montrouzier, 1872
- Rissoina dorbignyi A. Adams, 1853
- Rissoina gigantea (Deshayes, 1848)
- Rissoina kilburni Sleurs, 1993
- Rissoina striata (Quoy & Gaimard, 1833)
- Rissoina striolata A. Adams, 1851

Phân chi Pachyrissoina
- Rissoina percrassa G. & H. Nevill, 1874
- Rissoina walkeri Smith, 1893

Phân chi Phosinella
- Rissoina allanae Laseron, 1950
- Rissoina angulata (Laseron, 1956)
- Rissoina angusta (Laseron, 1956)
- Rissoina bellula A. Adams, 1851
- Rissoina burdigalensis d'Orbigny, 1852
- Rissoina caelata (Laseron, 1956)
- Rissoina castaneogramma Garrett, 1873
- Rissoina conifera Montagu, 1803
- Rissoina costatogranosa Garrett, 1873
- Rissoina cyatha (Laseron, 1956)
- Rissoina deshayesiana (Récluz, 1843)
- Rissoina digera (Laseron, 1956)
- Rissoina dunkeriana (Kuroda & Habe in Habe, 1961)
- Rissoina elevata (Laseron, 1956)
- Rissoina emina (Laseron, 1956)
- Rissoina exasperata Souverbie, 1866
- Rissoina gemmea Hedley, 1899
- Rissoina hungerfordiana Weinkauff, 1881
- Rissoina infratincta (Garrett, 1873)
- Rissoina media Schwartz, 1860
- Rissoina nitida A. Adams, 1853
- Rissoina nodicincta A. Adams, 1853
- Rissoina paenula (Laseron, 1956)
- Rissoina phormis Melvill, 1904
- Rissoina pura (Gould, 1861 năm 1859-61)
- Rissoina retecosa Thiele, 1925
- Rissoina scabra Garrett, 1873
- Rissoina schmackeri Boettger, 1887
- Rissoina sincera Melvill & Standen, 1896
- Rissoina strigillata Gould, 1861 năm 1859-61
- Rissoina sumatrensis Thiele, 1925
- Rissoina teres Brazier, 1877
- Rissoina tornatilis Gould, 1861 năm 1859-61
- Rissoina ultima (Laseron, 1956)
- Rissoina warnefordiae Preston, 1908

Phân chi Rissoina
- Rissoina albanyana Turton, 1932
- Rissoina alfredi Smith, 1904
- Rissoina andamanica Weinkauff, 1881
- Rissoina angasii Pease, 1872
- Rissoina angulata (Laseron, 1956)
- Rissoina boucheti Sleurs, 1991
- Rissoina calia Bartsch, 1915
- Rissoina canaliculata Schwartz, 1860
- Rissoina cardinalis Brazier, 1877
- Rissoina catholica Melvill & Standen, 1896
- Rissoina collaxis (Laseron, 1956)
- Rissoina concinna A. Adams, 1853
- Rissoina costata A. Adams, 1853
- Rissoina costulata (Dunker, 1860)
- Rissoina crassa Angas, 1871
- Rissoina crenilabris Boettger, 1893
- Rissoina cretacea Tenison-Woods, 1878
- Rissoina decipiens (Laseron, 1956): đồng nghĩa của Schwartziella bryerea (Montagu, 1803)
- Rissoina delicatula Preston, 1905
- Rissoina denseplicata Thiele, 1925
- Rissoina distans d'Anton, 1839
- Rissoina duclosi Montrouzier & Souverbie, 1866
- Rissoina elegantula Angas, 1880
- Rissoina evanida Nevill, 1874
- Rissoina fasciata A. Adams, 1853
- Rissoina ferruginea (Hedley, 1904)
- Rissoina fimbriata Souverbie, 1872
- Rissoina fratercula Sleurs & Preece, 1994
- Rissoina gertrudis T. Woods, 1876
- Rissoina gigantea (Deshayes, 1850 năm 1839-58)
- Rissoina heronensis (Laseron, 1956)
- Rissoina honoluluensis Watson, 1886
- Rissoina imbricata Gould, 1861
- Rissoina indica Nevill, 1884
- Rissoina incerta Souverbie, 1872
- Rissoina inermis Brazier, 1877
- Rissoina iredalei Laseron, 1950
- Rissoina isolata (Laseron, 1956)
- Rissoina isosceles Melvill & Standen, 1903
- Rissoina jaffa Cotton, 1952
- Rissoina lamberti Souverbie in Souverbie & Montrouzier, 1870 năm 1859-79
- Rissoina longispira Sleurs, 1991
- Rissoina lyrata Gould, 1861 năm 1859-61
- Rissoina mercurialis Watson, 1886
- Rissoina micans A. Adams, 1853
- Rissoina millecostata Garrett, 1873
- Rissoina modesta Gould, 1861 năm 1859-61
- Rissoina monilifera Nevill, 1875
- Rissoina monilis A. Adams, 1853
- Rissoina nielseni (Laseron, 1950)
- Rissoina obeliscus Schwartz, 1860
- Rissoina otohimeae Kosuge, 1965
- Rissoina pachystoma Melvill, 1896
- Rissoina perita Sleurs, 1992
- Rissoina perpusilla Nevill, 1884
- Rissoina plicatula Gould, 1861
- Rissoina praecida (Laseron, 1956)
- Rissoina pulchella Brazier, 1877-d
- Rissoina pyramidalis A. Adams, 1853
- Rissoina refugium Melvill, 1918
- Rissoina reticulata Sowerby, 1824
- Rissoina rhyllensis Gatliff & Gabriel, 1908
- Rissoina rosea (Deshayes, 1863)
- Rissoina royana (Iredale, 1924)
- Rissoina schubelae Sleurs & Preece, 1994
- Rissoina scolopax Souverbie, 1881
- Rissoina sorror Sleurs, 1994
- Rissoina spiralis Souverbie, 1866
  - Rissoina spirata montrouzieri (Souverbie, 1862 in Souverbie & Montrouzier, 1859-79)
- Rissoina striolata A. Adams, 1853
- Rissoina subfuniculata Nevill, 1878
- Rissoina torresiana (Laseron, 1956)
- Rissoina triangularis Watson, 1886
- Rissoina vangoethemorum Sleurs, 1994
- Rissoina villica Gould, 1861 năm 1859-61
- Rissoina vincentiana Cotton, 1952
- Rissoina weinkauffiana Nevill, 1881

Phân chi Rissolina Gould, 1861
- Rissoina bilinea Laseron, 1956
- Rissoina birestes (Laseron, 1956)
- Rissoina indiscreta Leal and Moore, 1989 [58]
- Rissoina scolopax Souverbie, 1881

## Hình ảnh

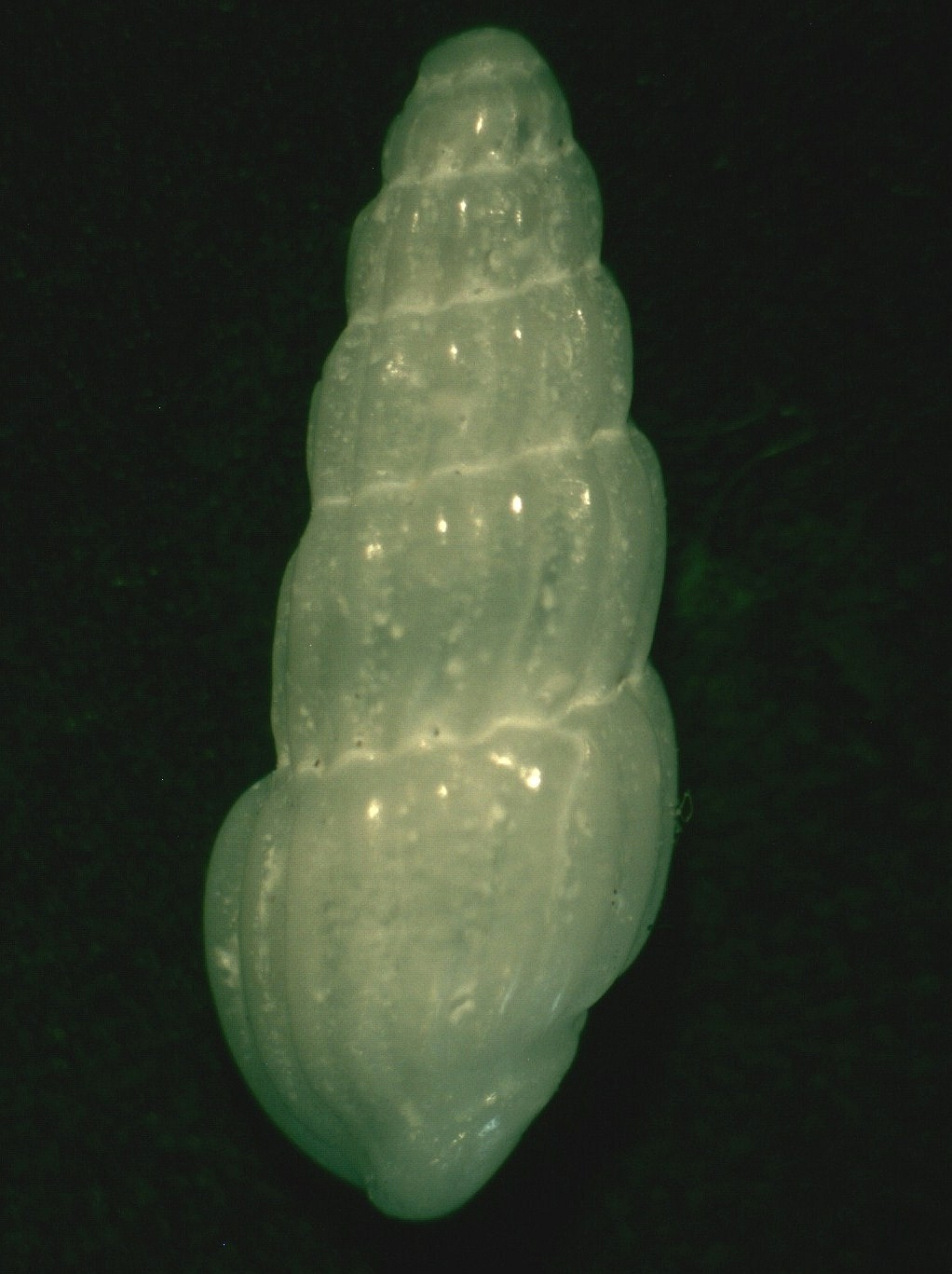
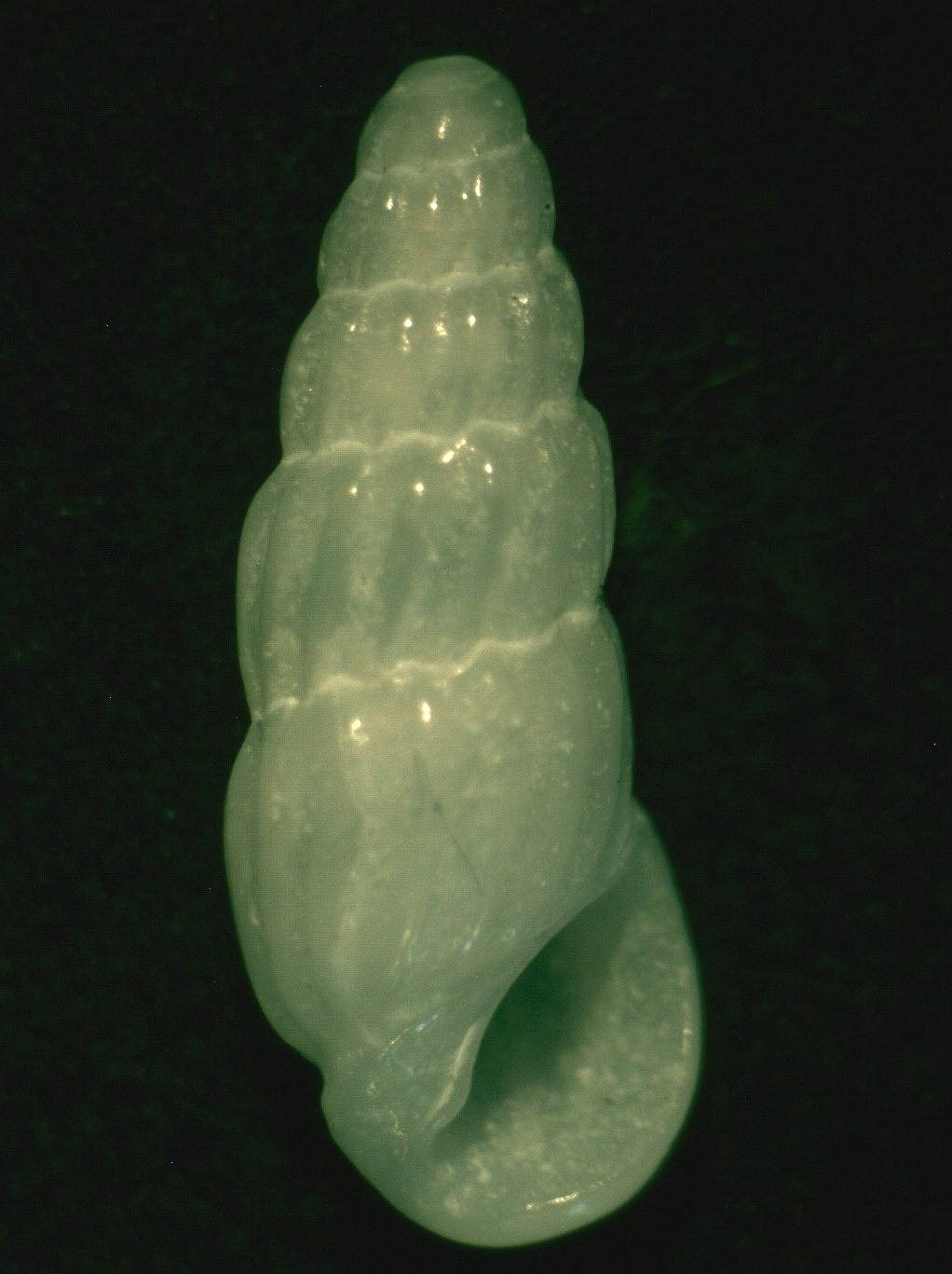